# ㆍ
ㆍ是一个朝鲜语谚文字母，为元音字母，现已废弃不用。该字母被称作“아래아”（alaea）。
ㆍ在训民正音创制时使用。在中古朝鲜语中，其音位位于ㅏ和ㅗ之间，读音为半开后不圆唇元音/ʌ/。
大约在16世纪末期至18世纪中叶消失，被并入ㅡ和ㅏ（同時結束了韓語元音和諧的歷史）。但在济州语中仍保留有这个音，读作开后圆唇元音/ɒ/。
在1933年日本殖民政府颁布的《朝鮮語綴字法統一案》中，该字母被废除。

## 字符編碼
| 種類               | 用途   | Unicode | HTML     |
| ------------------ | ------ | ------- | -------- |
| 諺文相容字母       | ㆍ     | U+318D  | &#12685; |
| 諺文字母應用       |        | U+119E  | &#4510;  |
| 漢陽私人使用區應用 |        | U+F85E  | &#63582; |
| 半形字母           | （無） | （無）  | （無）   |